# الصحة والشيخوخة
الصحة والشيخوخة هو برنامج بحثي أنشأته رابطة جنيف، المعروفة أيضًا باسم الرابطة الدولية لدراسة اقتصاديات التأمين.
ويهدف البرنامج البحثي لرابطة جنيف للصحة والشيخوخة إلى تجميع كل الحقائق والأرقام والتحليلات المتعلقة بقضايا الصحة. فالهدف الأساسي للبرنامج هو تجربة أفكار جديدة وواعدة، والربط بينها وبين الدراسات ذات الصلة والمبادرات في قطاع الصحة، ومحاولة الوصول إلى حلولٍ من أجل التمويل المستقبلي للرعاية الصحية.
وبشكلٍ عام، تتوجه الاهتمامات الأساسية للبرنامج إلى ارتفاع تكاليف الرعاية الصحية الناتج عن التقدم التكنولوجي، والتغير في الهيكل الديموغرافي، حيث يتجاوز السكان فوق سن الستين بشكلٍ كبير القطاعات العمرية الأخرى. ويتم التركيز على مسألتين رئيسيتين:
- التغيير في الهياكل الديموغرافية الذي أدى إلى تصور "مجتمع الشيخوخة"
- التطورات التكنولوجية، والتي يُنظر إليها باعتبارها السبب في زيادة تكاليف الرعاية الصحية

ومن المهم عرض هذه القضايا من منظورٍ مناسب. فمجتمعنا لا يصاب بالشيخوخة، ولكنه يستفيد بمدة مطولة من الصحة الجيدة، التي تُعد إلى حدٍ كبير نتيجةً للتقدم التكنولوجي. فليست الزيادة في الإنفاق على الصحة هي مصدر القلق، بل السبل التي تُنفق فيها هذه الزيادة. إنه من الضرورة بمكان أن يتم توجيه الإنفاق والتحكم فيه بالشكل المناسب لتحقيق الهدف المقصود منه. وتقود التغيرات الديموغرافية والتقدم التكنولوجي التغيرات في الموارد المالية للحكومات؛ فقد أدي الانخفاض في نسبة السكان العاملين مقارنةً بنسبة السكان المتقاعدين بالفعل إلى تقلص القاعدة الضريبية. وترتبط صعوبات توفير الموارد المالية اللازمة لرعاية العدد المتزايد من المسنين لفتراتٍ أطول بالتقلص المستمر في القاعدة الضريبية، وتُعد كبيرة للغاية. ففي مواجهة المصاريف المتزايدة على الصحة، أثرت التغيرات في نظم الرعاية الصحية بأكملها. حيث يتمثل الاتجاه الرئيسي في معظم البلدان المتقدمة في زحف اللامركزية جنبًا إلى جنب مع التغير في تمركز التمويل؛ حيث يُستبدل تمويل القطاع العام بمزيجٍ من تمويل القطاع العام والخاص.
ومع تزايد متوسط العمر، أصبح لدى الأفراد الفرصة ليصبحوا منتجين لمدةٍ أطول من أي وقتٍ مضى، وبالتالي تزداد فترة تجميع الثروة. ومن الممكن أن يتيح هذا تراكم الأموال، أو الأقساط على مدى فترةٍ طويلة من أجل تغطية تكاليف الرعاية في المراحل اللاحقة من الحياة. ويظهر أن التوازن الجيد بين النظامين المكملين (العام والخاص) هو الحل الأمثل لمواكبة الزيادة في تكلفة الرعاية الصحية. إلى أي مدى يمكن أن تُدار مثل هذه الآليات جنبًا إلى جنب مع إدخار المعاش أو صناديق التقاعد؟ وهل يعني هذا أنه في بعض الأسواق، في ظل توافر بعض المنتجات أوالظروف المعينة، قد نتمكن من من تبني منهج مشترك ومتسق للحياة والتأمين الصحي؟

## قضايا رئيسية مختارة
- إدماج الرعاية طويلة الأجل في نظام التأمين الصحي
- تأثير التكنولوجيا على مستقبل تكاليف التأمين الصحي
- تكلفة التدخل والتقدم التكنولوجي في الطب
- التأمين الصحي طويل الأجل والمخاطر الصحية طويلة المدى
- تطوير نظم الرعاية الصحية وقضية الرأسمالية
- تطور منظمات المحافظة على الصحة
- القضايا الصحية لكبار السن في مكان العمل

## وصلات خارجية
- الموقع الإلكتروني لرابطة جنيف (المعروفة باسم الرابطة الدولية لدراسة اقتصاديات التأمين)
- الموقع الإلكتروني لمنظمة الصحة العالمية (WHO)، منظمة الصحة العالمية
- مجلس البحوث الهندسية والعلوم الفيزيائية (EPSRC) ممولة اتحاد بحثي مكرس لتوسعة نطاق الحياة الكريمة